# Tim Wellens
Tim Wellens, né le 10 mai 1991 à Saint-Trond, est un coureur cycliste belge. 
Professionnel depuis 2012, il est un spécialiste des courses à étapes de cinq à huit jours et a notamment remporté le Tour du Benelux en 2014, 2015, 2023 et 2024 ainsi que le Tour de Pologne 2016 et le Tour du Guangxi 2017. Son palmarès comprend également deux victoires d'étape obtenues sur le Tour d'Italie, une sur le Tour de France et deux autres sur le Tour d'Espagne. Il a aussi remporté une classique : le Grand Prix cycliste de Montréal 2015.

## Biographie

### Jeunesse et carrière amateur
Né le 10 mai 1991 à Saint-Trond, Tim Wellens est le fils de Léo Wellens, cycliste professionnel de 1981 à 1988. Les frères de celui-ci, Paul et Johan, ont également été coureurs professionnels dans les années 1970 et 1980. Ensemble, les trois frères Wellens ont disputé le Tour de France 1981 au sein de l'équipe Sunair-Sport 80-Colnago aux côtés de Freddy Maertens.
Tim Wellens commence le cyclisme à l'âge de dix ans, au Team cycliste Hesbaye. Son frère Yannick est également licencié dans ce club. En catégorie aspirants (12 à 14 ans), Tim Wellens est champion de Wallonie. À partir de 2007, il est membre de l'équipe Avia, en catégorie juniors. En 2008, il remporte le championnat de Belgique de cross-country de sa catégorie. En 2009, il gagne la Classique des Alpes juniors, une étape du Tour d'Istrie, épreuve de la Coupe des Nations qu'il termine à la deuxième place du classement général, et une étape de Liège-La Gleize.
En 2010, il intègre l'équipe Davo-Lotto, réserve de l'équipe professionnelle Omega Pharma-Lotto, et renommée Omega Pharma-Lotto Davo en 2011 puis Lotto-Belisol U23 en 2012. Il y retrouve son frère, qui a entretemps couru pour Beveren 2000. Il court à partir de 2010 en catégorie espoirs. Durant cette saison, il gagne le classement des monts du Triptyque ardennais et se classe septième du Tour des Pays de Savoie, son principal objectif de l'année. En 2011, en Coupe des Nations, il gagne le classement de la montagne du Toscane-Terre de cyclisme, dont il manque de gagner une étape, étant victime d'une crevaison dans le final. En juin, il est cinquième du Tour des Pays de Savoie. Il reçoit dès l'été 2011 l'assurance de devenir professionnel en 2013 au sein de l'équipe sponsorisée par Lotto.
En 2012, il est notamment septième du Circuit des Ardennes et deuxième du Toscane-Terre de cyclisme derrière Fabio Aru. Il devient professionnel le 1er juillet de cette année au sein de l'équipe Lotto-Belisol. Il dispute néanmoins le Tour de l'Avenir avec l'équipe de Belgique espoirs. Il en prend la dixième place.

### Carrière professionnelle

#### Lotto-Belisol puis Lotto-Soudal (2012-2022)

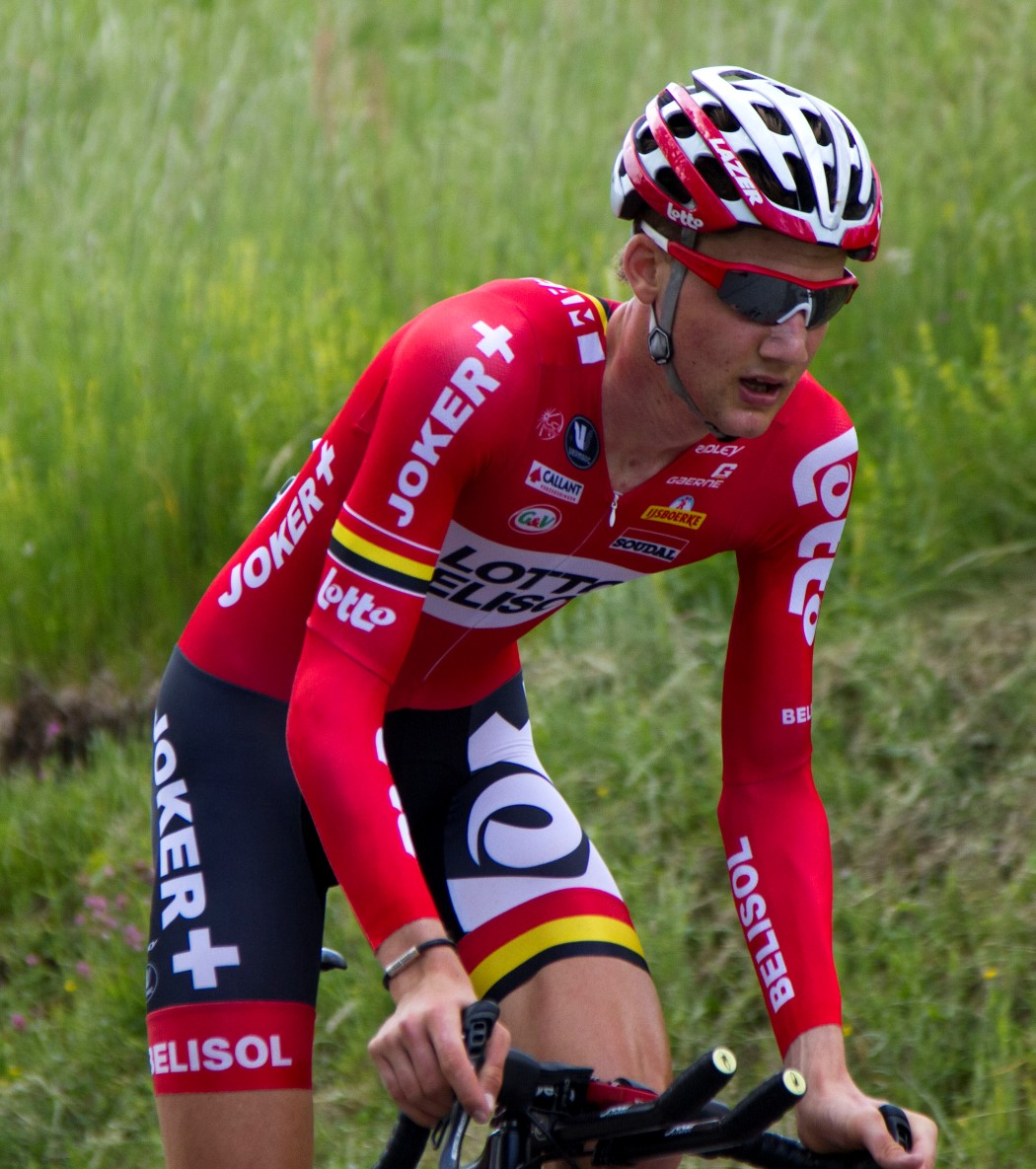
Wellens lors du Tour d'Italie 2014.

##### 2012
Tim Wellens dispute ses premières courses avec Lotto-Belisol au deuxième semestre 2012. En octobre, il prend la dixième place du Tour de Pékin, dernière épreuve de l'UCI World Tour 2012.

##### 2013
Il commence sa saison 2013 au Tour Down Under, en Australie, où il est cinquième de la deuxième étape. Il dispute ensuite le Tour de Catalogne en tant qu'équipier de Jurgen Van den Broeck. Figurant dans le groupe d'échappés se disputant la victoire lors de la dernière étape, il en est écarté par une crevaison à trois kilomètres de l'arrivée. Au printemps, une blessure au genou l'écarte du Tour d'Italie, qui aurait été son premier grand tour. En juin, il se fait remarquer au Critérium du Dauphiné en participant à plusieurs échappées. Le mois suivant, il est leader de Lotto-Belisol au Tour de Wallonie, dont il prend la septième place.

##### 2014
En 2014, il participe à son premier grand tour, le Tour d'Italie. Il se met en avant en terminant second lors de la 6e et de la 17e étape. En août de la même année, il obtient sa première victoire professionnelle lors de l'Eneco Tour. Lors de la septième et dernière étape, il réussit à conserver la première place et devient le premier Belge à remporter cette course. Il est sélectionné pour la course en ligne des championnats du monde qu'il ne termine pas. Une semaine plus tard, il prend la quatrième place du Tour de Lombardie. À l'issue de cette saison, il est considéré comme un leader de son équipe et voit son contrat prolongé.

##### 2015
Tim Wellens commence l'année 2015 en Espagne, où il est notamment deuxième du Trofeo Serra de Tramuntana. En mars, il prend la dixième place de Paris-Nice et la quinzième place de Milan-San Remo. Le mois suivant, il est deuxième de la cinquième étape du Tour du Pays basque, derrière Mikel Landa. Il dispute ensuite les classiques ardennaises. Il anime le final de la Flèche wallonne : attaquant dans la côte de Cherave, il aborde seul en tête le mur de Huy et est repris dans les derniers hectomètres. En juin, pendant le Critérium du Dauphiné, il abandonne au cours de l'étape-reine à cause d'une douleur à la selle. En juillet, Tim Wellens dispute son premier Tour de France. Venu avec l'objectif de tenter de gagner une étape, il se trouve en méforme et ne parvient pas à prendre la moindre échappée. Après avoir songé à abandonner, il termine 129e, à quatre heures du vainqueur Chris Froome. En août, il s'impose avec cinquante secondes d'avance lors de la sixième étape de l'Eneco Tour, à Houffalize. Il prend alors la tête du classement général qu'il conserve le lendemain pour remporter, pour la deuxième fois cette course à étapes. Puis, le 13 septembre, il remporte, sous une pluie diluvienne, le Grand Prix cycliste de Montréal devant Adam Yates et l'ancien champion du monde Rui Costa.

##### 2016
Après avoir commencé sa saison en Espagne fin janvier, Tim Wellens obtient sa première victoire de 2016 lors de Paris-Nice. Il en gagne la dernière étape, en battant au sprint Alberto Contador et Richie Porte. Il termine treizième du classement général. Malade, il est forfait pour Milan-San Remo. Au printemps, il dispute le Tour d'Italie, où il s'impose lors de la sixième étape. En juillet, il remporte le Tour de Pologne. Il prend la tête du classement général lors de la cinquième étape, qu'il remporte en solitaire avec près de quatre minutes d'avance. L'étape du lendemain est annulée à cause des conditions météorologiques, et il accroit son avance sur ses suivants au classement général lors de la dernière étape, un contre-la-montre dont il prend la treizième place. En août, il est l'un des cinq membres de l'équipe de Belgique lors de la course sur route des Jeux olympiques de Rio, remportée par Greg Van Avermaet. Il est également le représentant belge lors du contre-la-montre de ces Jeux, dont il prend la vingtième place. En mauvaise forme durant les semaines qui suivent, il prend la quatorzième place du Grand Prix de Québec en septembre.

##### 2018
En 2018, il s'impose sur le Tour d'Andalousie, dont il a gagné la quatrième étape. Le 11 avril, il remporte la Flèche brabançonne et dédie sa victoire à Michael Goolaerts décédé trois jours plus tôt sur Paris-Roubaix. Après des places d'honneurs sur les classiques ardennaises (6e de l'Amstel Gold Race et 7e de la Flèche wallonne), il prolonge son contrat jusqu'en 2020 au sein de l'équipe Lotto. Il prend ensuite le départ de son troisième Giro où il remporte notamment la 4e étape. En août, il termine troisième du BinckBank Tour et de la Bretagne Classic. Il termine la meilleure saison de sa carrière en se classant cinquième du Tour de Lombardie.

##### 2019
En 2019, il s'illustre en début de saison en Espagne. Deuxième du Trofeo Andratx Lloseta, il gagne le lendemain le Trofeo de Tramuntana Soller-Deia en solitaire. Lors du Tour d'Andalousie, il remporte deux étapes et termine neuvième du général, après avoir porté le maillot de leader pendant trois étapes. En mars, il est troisième du Circuit Het Nieuwsblad et dixième des Strade Bianche. En avril, il fait partie du groupe de quatre coureurs qui se joue la victoire sur la Flèche brabançonne et termine troisième au sprint. Il est ensuite 17e de la Flèche wallonne et 11e de Liège-Bastogne-Liège. En juin, il gagne le contre-la-montre et se classe troisième du Tour de Belgique. Il prend part à son troisième Tour de France. Lors de la troisième étape, il lâche ses compagnons d'échappée dans la montagne de Reims, et reste seul en tête jusqu'à la côte de Mutigny, avant d'être dépassé par Julian Alaphilippe. Wellens obtient ainsi le prix de la combativité et s'empare du maillot à pois du prix de la montagne, qu'il conserve jusqu'à la 18e étape. Au mois d'août, il remporte la quatrième étape du BinckBank Tour et s'empare du maillot de leader. Il le perd à l'issue de la dernière étape et termine troisième du classement général final. En septembre, il est régulier sur les classiques du World Tour, terminant successivement huitième de la Bretagne Classic, neuvième du Grand Prix cycliste de Québec et quatrième du Grand Prix cycliste de Montréal.

##### 2020
Il commence sa saison 2020 en terminant cinquième du Tour de l'Algarve. Peu de temps après, les compétitions s'arrêtent jusqu'en juillet en raison de la pandémie de Covid-19. Pour son retour en août, il est douzième du Tour de Pologne. Quatrième du Tour de Luxembourg, il termine aux portes du top 20 les classiques ardennaises. Il participe au Tour d'Espagne pour la première fois de sa carrière et y remporte les 5e et 14e étapes, en se classant deuxième du classement de la montagne.

##### 2021
En janvier 2021, il entame son année avec une sixième place sur le Grand Prix La Marseillaise. Une semaine plus tard, lors de la troisième étape de l'Étoile de Bessèges, il fait partie de l'échappée, puis attaque à seize kilomètres de l'arrivée et gagne en solitaire en récupérant le maillot de leader, et remporte la course devant Michał Kwiatkowski. Il remporte le classement général deux jours plus tard. Moins en réussite sur les classiques, Tim Wellens se classe dans le top 10 de plusieurs courses par étapes du World Tour: septième de Tirreno-Adriatico, sixième du Tour de Pologne, puis quatrième du Benelux Tour.

##### 2022
Il se montre en forme en début d'année 2022. Vainqueur pour la quatrième fois du Trofeo Serra de Tramuntana, il termine deuxième de la Jaén Paraiso Interior à 53 secondes d'Alexey Lutsenko. Il décroche ensuite une victoire d'étape et une deuxième place au général du Tour des Alpes-Maritimes et du Var et se classe huitième des Strade Bianche. En retrait sur les classiques ardennaises, il termine ensuite deuxième du Tour de Belgique dans le même temps que le vainqueur Mauro Schmid. Sélectionné pour le Tour de France, Wellens est testé positif au SARS-CoV-2 avant le départ de la dix-septième étape et est contraint à l'abandon. Il est ensuite éloigné des courses en raison de problèmes cardiaques, ce qui ne lui permet pas d'aider son équipe dans sa lutte pour le maintien en World Tour.

#### UAE Emirates (depuis 2023)

##### 2023
Tim Wellens s'engage en août 2022 avec l’équipe UAE Emirates pour les saisons 2023 et 2024. Il remporte sa première victoire avec le maillot de sa nouvelle équipe le 17 février 2023 lors de la troisième étape du Tour d'Andalousie. Faisant partie d'un groupe d'attaquants, il s'isole en tête peu avant la flamme rouge et maintient une bonne avance sur la ligne d'arrivée située au sommet d'une côte à Alcalá de los Gazules. Le 2 avril, lors du Tour des Flandres, percuté par Filip Maciejuk, Wellens chute et subit une fracture de la clavicule gauche qui l'éloigne de toute compétition pendant deux mois et demi et ne lui permet pas de participer au Tour de France où il devait épauler Tadej Pogačar. En août, il remporte pour la troisième fois le classement général du Renewi Tour (ex Eneco Tour) sans gagner d'étape mais en se classant deuxième de la 2e étape disputée contre-la-montre à Sluis et remportée par le jeune Britannique Joshua Tarling. Il s'agit de sa cinquième victoire sur une course à étapes du calendrier UCI World Tour. Il termine sa saison au Tour du Guangxi, en Chine, course à étapes de l'UCI World Tour où il se classe 7e de la 4e étape et 5e du classement général.

##### 2024
Au printemps 2024, il accumule les places d'honneur lors des courses belges avec une deuxième place à Kuurne-Bruxelles-Kuurne, battu par Wout van Aert, une troisième place à la Flèche brabançonne et une quatrième place à l'E3 Saxo Bank Classic. Le 20 juin 2024, il endosse à 33 ans son premier maillot de champion de Belgique en remportant le contre-la-montre à Binche. Le 13 août, il fait honneur à son nouveau maillot tricolore de champion de Belgique du chrono en remportant la 2e étape du Tour de Pologne disputée contre-la-montre, devançant Jonas Vingegaard de 10 secondes. Le 1er septembre, il remporte pour la quatrième fois le classement général du Renewi Tour, ne gagnant pas d'étape mais se classant cinquième de la 2e étape disputée contre-la-montre à Tessenderlo et deuxième de la dernière étape à Grammont derrière Arnaud De Lie.

##### 2025
Il prolonge d'une saison supplémentaire, l'année 2025, son contrat avec l'équipe UAE Emirates XRG. Après une dixième place obtenue à la Clásica Jaén le 17 février 2025, il est battu deux jours plus tard dans un sprint à deux par son compatriote Maxim Van Gils lors de la 1re étape du Tour d'Andalousie qu'il termine à la cinquième place du classement général. Roulant pour Tadej Pogačar aux Strade Bianche, il contrôle le groupe des poursuivants derrière son leader et Tom Pidcock partis en tête puis s'extrait de ce groupe pour venir terminer en solitaire à la troisième place à Sienne et ainsi rejoindre Pogačar sur le podium. Le 29 juin 2025, il est champion de Belgique sur route. Et le 20 juillet 2025, il devient le 113e coureur à avoir remporté une étape sur chacun des trois grands tours, en s'imposant en solitaire sur la 15e étape du Tour de France. 

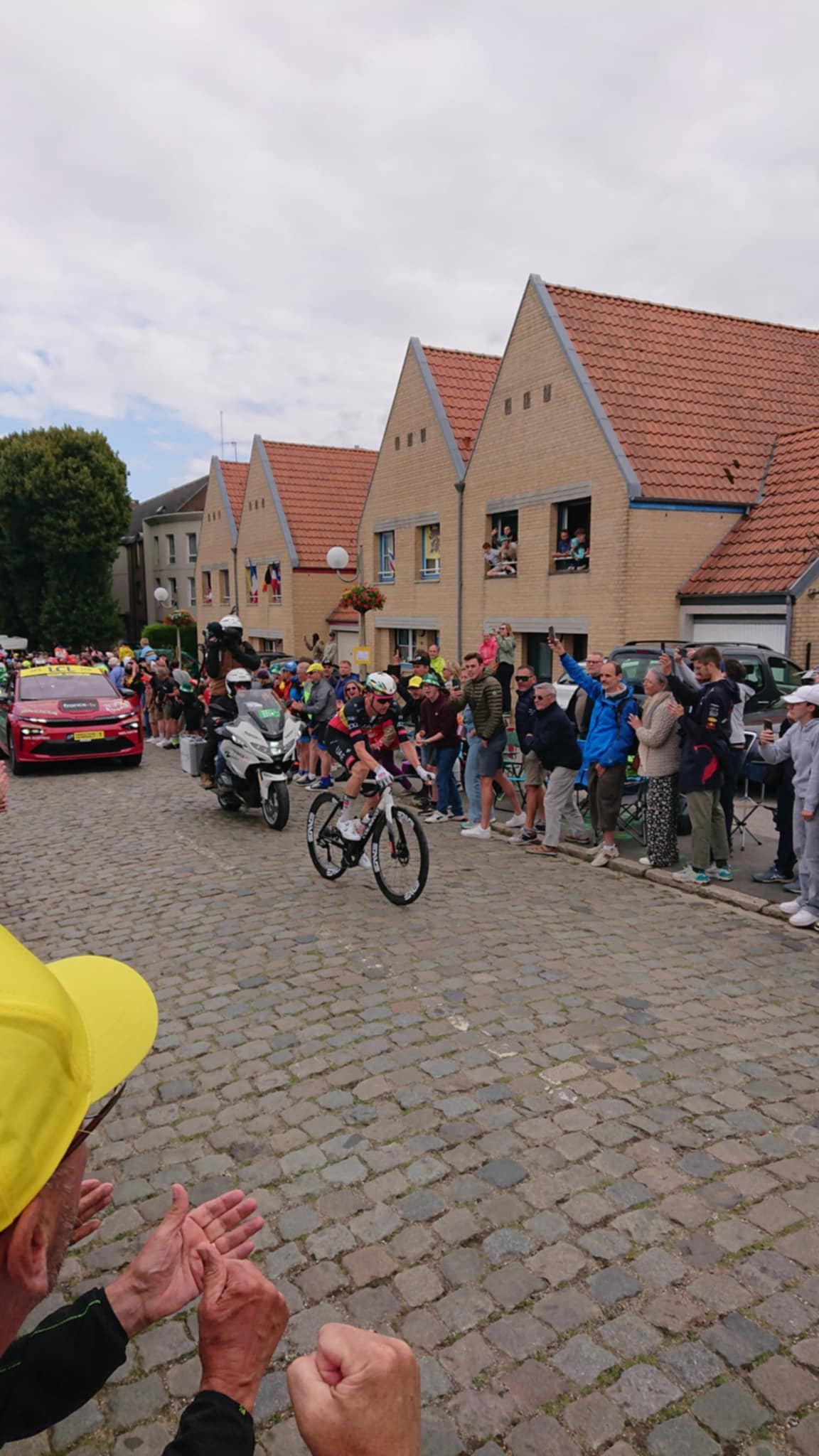
Tim Wellens au mont Cassel lors de l'étape 3 du Tour de France 2025

.

## Palmarès et classements mondiaux

### Palmarès amateur
| - 2007 - 3e du championnat de Belgique de cross-country débutants - 2008 - Champion de Belgique de cross-country juniors - 2009 - Classique des Alpes juniors - 1re étape du Tour d'Istrie - 4e étape de Liège-La Gleize - 2e du Tour d'Istrie - 3e du Tre Giorni Orobica | - 2011 - 2e de la Zuidkempense Pijl - 3e du Challenge de Hesbaye - 2012 - 2e de Toscane-Terre de cyclisme - 2e du Tour de Navarre |  |

### Palmarès professionnel
| - 2012 - 10e du Tour de Pékin - 2014 - Eneco Tour : - Classement général - 6e étape - 2e du championnat de Belgique du contre-la-montre - 2e du Ster ZLM Toer - 4e du Tour de Lombardie - 6e du Grand Prix de Plouay - 2015 - Eneco Tour : - Classement général - 6e étape - Grand Prix cycliste de Montréal - 2e du Trofeo Serra de Tramontana - 10e de Paris-Nice - 2016 - 7e étape de Paris-Nice - 6e étape du Tour d'Italie - Tour de Pologne : - Classement général - 5e étape - 2e du championnat de Belgique sur route - 10e de l'Amstel Gold Race - 2017 - Trofeo Serra de Tramontana - Trofeo Andratx-Mirador des Colomer - 5e étape du Tour d'Andalousie - 6e étape du BinckBank Tour - Grand Prix de Wallonie - Tour du Guangxi : - Classement général - 4e étape - 2e du BinckBank Tour - 3e des Strade Bianche - 5e du Grand Prix cycliste de Québec - 2018 - Trofeo Serra de Tramontana - Tour d'Andalousie : - Classement général - 4e étape - Flèche brabançonne - 4e étape du Tour d'Italie - Tour de Wallonie : - Classement général - 2e étape - 3e du BinckBank Tour - 3e de la Bretagne Classic - 5e de Paris-Nice - 5e du Tour de Lombardie - 6e de l'Amstel Gold Race - 7e de la Flèche wallonne - 2019 - Trofeo de Tramuntana Soller-Deia - 1re et 3e étapes du Tour d'Andalousie - 3e étape du Tour de Belgique (contre-la-montre) - 4e étape du BinckBank Tour - 2e du Trofeo Andratx Lloseta - 3e du Circuit Het Nieuwsblad - 3e de la Flèche brabançonne - 3e du Tour de Belgique - 3e du BinckBank Tour - 4e du Grand Prix cycliste de Montréal - 8e de la Bretagne Classic - 9e du Grand Prix cycliste de Québec - 10e des Strade Bianche | - 2020 - 5e et 14e étapes du Tour d'Espagne - 2021 - Étoile de Bessèges : - Classement général - 3e étape - 4e du Benelux Tour - 6e du Tour de Pologne - 7e de Tirreno-Adriatico - 2022 - Trofeo Serra de Tramuntana - 2e étape du Tour des Alpes-Maritimes et du Var - 2e de la Jaén Paraiso Interior - 2e du Tour des Alpes-Maritimes et du Var - 2e du Tour de Belgique - 8e des Strade Bianche - 2023 - 3e étape du Tour d'Andalousie - Classement général du Renewi Tour - 3e de la Jaén Paraiso Interior - 5e du Tour du Guangxi - 2024 - Champion de Belgique du contre-la-montre - 2e étape du Tour de Pologne (contre-la-montre) - Classement général du Renewi Tour - 2e de Kuurne-Bruxelles-Kuurne - 3e du Tour de Murcie - 3e de la Flèche brabançonne - 4e de l'E3 Saxo Bank Classic - 7e du Tour du Guangxi - 2025 - Champion de Belgique sur route - 15e étape du Tour de France - 3e des Strade Bianche - 8e de l'E3 Saxo Bank Classic |  |

### Résultats sur les grands tours

#### Tour de France
6 participations
- 2015 : 129e
- 2017 : abandon (15e étape)
- 2019 : 94e
- 2022 : non-partant (17e étape)
- 2024 : 80e
- 2025 : 37e, vainqueur de la 15e étape

#### Tour d'Italie
3 participations
- 2014 : 54e
- 2016 : 96e, vainqueur de la 6e étape
- 2018 : non-partant (14e étape), vainqueur de la 4e étape

#### Tour d'Espagne
1 participation 
- 2020 : 78e, vainqueur des 5e et 14e étapes

### Résultats sur les classiques
Ce tableau présente les résultats de Tim Wellens sur courses d'un jour de l'UCI World Tour auxquelles il a participé, ainsi qu'aux différentes compétitions internationales.
| Légende | Légende | Légende | Légende     | Légende | Légende              | Légende | Légende       | Légende | Légende     |
| ------- | ------- | ------- | ----------- | ------- | -------------------- | ------- | ------------- | ------- | ----------- |
| Ab.     | Abandon | HD      | Hors-délais | -       | Pas de participation | ×       | Pas d'épreuve | NP      | Non-partant |

| Année | Circuit Het Nieuwsblad | Strade Bianche | Milan-San Remo (Mo) | Gand-Wevelgem | À travers les Flandres | Tour des Flandres (Mo) | Amstel Gold Race | Flèche wallonne | Liège- Bastogne-Liège (Mo) | Classique de Saint-Sébastien | EuroEyes Cyclassics | Bretagne Classic | Grand Prix de Québec | Grand Prix de Montréal | Tour de Lombardie (Mo) | Jeux olympiques | Championnat du monde |
| ----- | ---------------------- | -------------- | ------------------- | ------------- | ---------------------- | ---------------------- | ---------------- | --------------- | -------------------------- | ---------------------------- | ------------------- | ---------------- | -------------------- | ---------------------- | ---------------------- | --------------- | -------------------- |
| 2012  | -                      | -              | -                   | -             | -                      | -                      | -                | -               | -                          | -                            | -                   | -                | Ab.                  | 34e                    | 50e                    | -               | -                    |
| 2013  | -                      | -              | -                   | -             | -                      | -                      | -                | 139e            | Ab.                        | 102e                         | 140e                | 115e             | 51e                  | 20e                    | -                      | ×               | -                    |
| 2014  | -                      | -              | -                   | -             | -                      | -                      | 68e              | 61e             | 43e                        | 44e                          | -                   | 6e               | 108e                 | 24e                    | 4e                     | ×               | Ab.                  |
| 2015  | -                      | -              | 15e                 | -             | -                      | -                      | 19e              | 31e             | 93e                        | 31e                          | -                   | 110e             | 120e                 | Vainqueur              | 71e                    | ×               | -                    |
| 2016  | -                      | -              | -                   | -             | -                      | -                      | 10e              | 65e             | 48e                        | 13e                          | -                   | 96e              | 14e                  | 43e                    | Ab.                    | Ab.             | -                    |
| 2017  | -                      | 2e             | 18e                 | -             | -                      | -                      | 42e              | 18e             | 35e                        | Ab.                          | -                   | 83e              | 5e                   | 12e                    | 20e                    | ×               | -                    |
| 2018  | 69e                    | -              | -                   | -             | -                      | -                      | 6e               | 7e              | 16e                        | Ab.                          | -                   | 3e               | 28e                  | 21e                    | 5e                     | ×               | -                    |
| 2019  | 3e                     | 10e            | -                   | -             | -                      | 34e                    | Ab.              | 17e             | 11e                        | Ab.                          | -                   | 8e               | 9e                   | 4e                     | 20e                    | ×               | 35e                  |
| 2020  | 28e                    | -              | -                   | -             | ×                      | Ab.                    | ×                | 21e             | 33e                        | ×                            | ×                   | -                | ×                    | ×                      | HD                     | ×               | 39e                  |
| 2021  | 24e                    | 13e            | 78e                 | -             | 39e                    | 25e                    | 29e              | 36e             | 24e                        | -                            | ×                   | -                | ×                    | ×                      | 82e                    | -               | -                    |
| 2022  | NP                     | 8e             | -                   | -             | 37e                    | 43e                    | 20e              | 23e             | 86e                        | -                            | 86e                 | -                | -                    | -                      | 58e                    | ×               | -                    |
| 2023  | 26e                    | 13e            | 67e                 | 61e           | 42e                    | Ab.                    | -                | -               | -                          | -                            | -                   | -                | 35e                  | Ab.                    | -                      | ×               | -                    |
| 2024  | 12e                    | 13e            | 56e                 | -             | 57e                    | 12e                    | -                | -               | -                          | -                            | 25e                 | -                | 88e                  | Ab.                    | -                      | -               | Ab.                  |
| 2025  | 46e                    | 3e             |                     |               |                        |                        |                  |                 |                            |                              |                     |                  |                      |                        |                        | ×               |                      |

### Classements mondiaux
| Année                                 | 2010 | 2011 | 2012 | 2013 | 2014 | 2015 | 2016 | 2017 | 2018 | 2019 | 2020 | 2021 | 2022 | 2023 | 2024 |
| ------------------------------------- | ---- | ---- | ---- | ---- | ---- | ---- | ---- | ---- | ---- | ---- | ---- | ---- | ---- | ---- | ---- |
| UCI World Tour                        |      |      | 184e | 208e | 25e  | 25e  | 34e  | 21e  | 18e  |      |      |      |      |      |      |
| Classement mondial                    |      |      |      |      |      |      | 59e  | 20e  | 9e   | 17e  | 77e  | 65e  | 75e  | 90e  | 41e  |
| UCI Europe Tour                       | 999e | 720e |      |      |      |      | 459e | 28e  | 5e   | 16e  | 63e  | 54e  | 63e  | 73e  | 31e  |
| UCI America Tour                      | nc   | nc   |      |      |      |      | 435e | nc   | nc   |      |      |      |      |      |      |
|                                       |      |      |      |      |      |      |      |      |      |      |      |      |      |      |      |
| Légende : nc = non classéSource : UCI |      |      |      |      |      |      |      |      |      |      |      |      |      |      |      |